# Bitwa pod Lidzbarkiem Warmińskim
Bitwa pod Heilsbergiem – jedna z największych bitew napoleońskich na terenach dzisiejszej Polski, która miała miejsce 10 czerwca 1807 r. Heilsberg, aktualnie Lidzbark Warmiński, poprzez swoje położenie stał się głównym ośrodkiem dowodzenia i oporu Rosjan i Prusaków. W dniu bitwy Lidzbark był dobrze ufortyfikowany od strony południowo-zachodniej, mniej z zachodniej i północno-zachodniej, gdyż ataku spodziewano się z tej pierwszej strony. Wojskami broniących się dowodził Levin August von Bennigsen, ze strony francuskiej oficjalnie dowodził sam Napoleon, choć w praktyce nie ingerował w poczynania swoich marszałków Murata, Soulta czy Lannesa.

## Przed bitwą

### Lidzbark – znaczenie i położenie
Lidzbark Warmiński był bardzo dobrze położony pod względem strategicznym. Znajdował się bowiem, w samym centrum działań wojennych w latach 1806–1807. Denis Dawydow tak w swoich „Wojennych zapiskach” określał zakres wojny:

Przyglądając się ówczesnemu teatrowi działań wojennych widzimy, że jego granicą na północy było Morze Bałtyckie (Zalew Wiślany i Zalew Kuroński), na południu – austriacka Galicja (terytorium wówczas neutralne), na zachodzie – Wisła, a na wschodzie – Niemen, granica Rosji. Ogółem obszar ten liczył około 300 wiorst [ok. 320 km] długość i około 200 wiorst [ok. 210 km] szerokości. Na tej ciasnej przestrzeni obie armie musiały uniknąć zbytniego zbliżenia zarówno do Galicji, jak i do morza, by nie dać się zepchnąć przeciwnikowi czy to ku morzu, czy to w granice neutralnego państwa. Wzgląd na to skłonił generała Bennigsena do porzucenia okolic Pułtuska i przeniesienia działań na teren Starych [Wschodnich] Prus

Lidzbark stał się ważnym węzłem komunikacyjnym, wcześniej mieściły się tu w czasie kampanii wiosennej i zimowej magazyny żywności wojsk sprzymierzonych.

### Pole bitwy – ukształtowanie, rozmieszczenie fortyfikacji rosyjskich

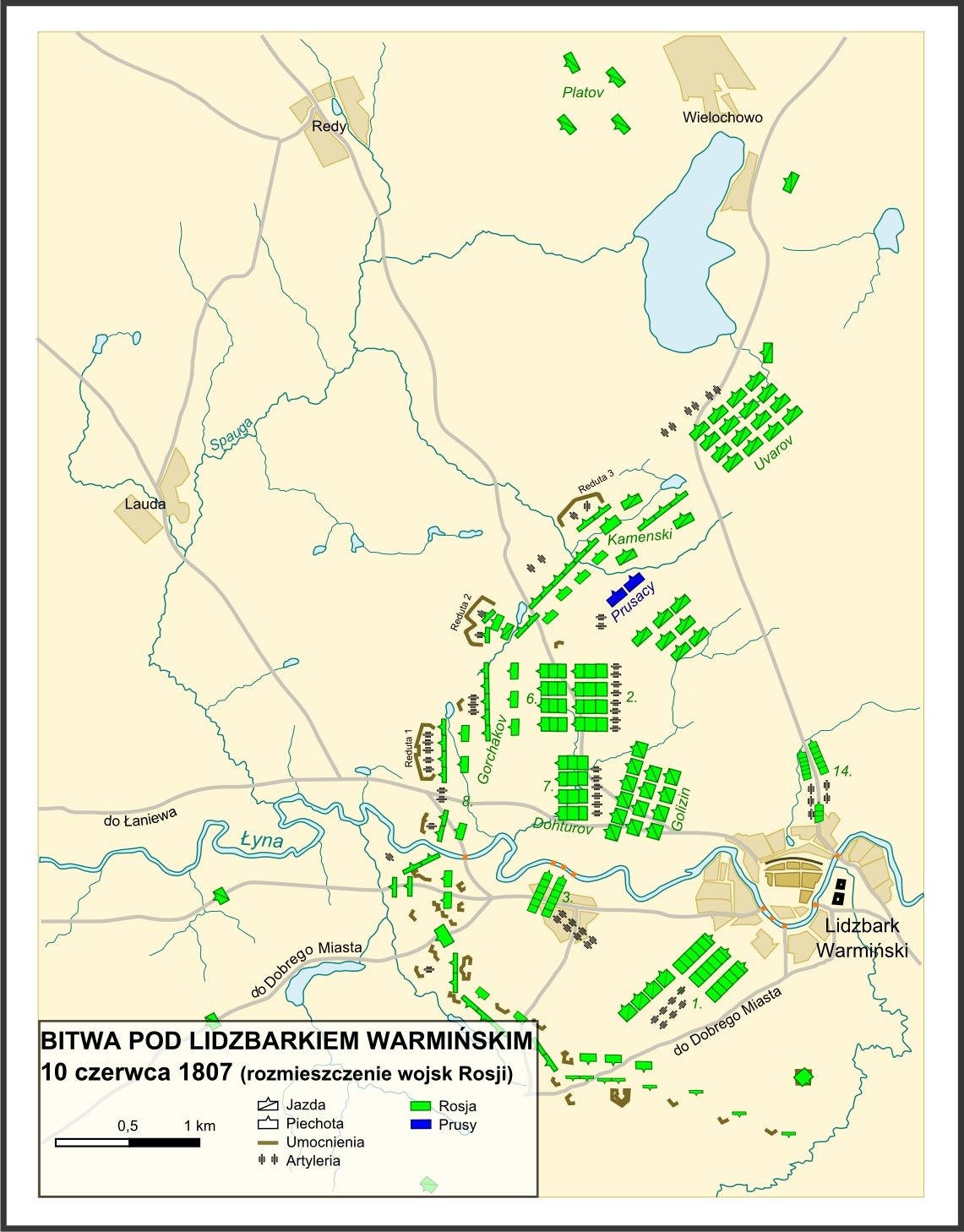
Rozmieszczenie wojsk i fortyfikacji rosyjskich przed bitwą

Dogodne ukształtowanie wokół Lidzbarka Warmińskiego skłoniło Rosjan do przygotowania tu systemu fortyfikacji. Ataku Francuzów spodziewano się z południowego zachodu, tu też teren był dogodniejszy do działań defensywnych, przez liczne wzniesienia i las. Umocnienia ciągnęły się tu od rzek Symsarny po Łynę. Znajdujący się tu pas umocnień wysoki na 100–120 metrów, zabezpieczał szańcami drogi wyjazdowe z Lidzbarka. Na drugim brzegu Łyny (lewym), na rozległych równinach przeciętych strumieniami postawiono najprawdopodobniej 3 reduty. 1 i 2 miały po 12 stóp wysokości i ściany grube na 10 stóp. Przy jeziorze Wielochowskim, reduta pozostała niedokończoną. Przy samej Łynie znajdował się szaniec chroniący most, a poza nim jeszcze dwa na równinie. Źródła historyczne są sprzeczne co do ilości redut i szańców, mjr Karl-Friedrich wspomina o sześciu redutach na lewym brzegu rzeki, Petre (najbardziej prawdopodobna wersja) – wspomina o 3 redutach i 3 szańcach, na planie Hoepfnera można doliczyć się razem 7 redut i szańców. Benningsen musiał być gotowym na przerzucenie wojsk przez rzekę, dlatego poza siedmioma mostami w mieście, w Pilniku wzniósł 3 pontonowe.

### Rozmieszczenie wojsk

#### Rosjanie
Na prawym brzegu Łyny rozlokowane było pięć dywizji. Zaczynając od lewego skrzydła były to:
- 2. dywizja, którą objął szef jeleckiego pułku muszkieterów gen. mjr Aleksander J. Sukin II,
- 3. pod dowództwem szefa muromskiego pułku grenadierów gen. mjr Wasilija P. Titowa,
- 7. dowodzona przez gen. lejtn. Piotra K. Essena,
- 14. dowodzona przez gen. Zachara D. Ołsufiewa.
- dwa pułki rosyjskiej gwardii.

Z tej strony rzeki o wiele mocniejsza była artyleria. W okolicach drogi do mostu w Pilniku, stała 4. bateria. Dalej od rzeki znajdowała się bateria 5. i 6. Działa te osłaniał pułk jegrów gwardii szefostwa ks. Bagrationa, którym dowodził płk Emanuel F. de Saint-Priest I. Na skrzyżowaniu dróg z Wróblika i Dobrego Miasta znajdowała się bateria 8., którą ubezpieczały dwa pułki gwardii. W Pilniku za kościołem św. Krzyża ustawiona była rezerwa sformowana z gwardii cesarskiej. Formalnie była to wzmocniona 1. Dywizja, pozostająca pod dowództwem gen. lejtn. Andrieja S. Kołogriwowa. W stronę miasta, za dzisiejszą ulicą Wiejską, rozmieszczona była kawaleria gwardii. Całością lewego skrzydła komenderował wielki książę Konstanty Pawłowicz. Przed opisanymi pozycjami, w okolicach Kraszewa, stała silna awangarda pod dowództwem gen. lejtn. księcia Piotra I. Bagrationa. Wzdłuż drogi ulokowano dwa szwadrony huzarów gwardii, batalion jegrów gwardii i 8 armat artylerii konnej, którymi dowodził porucznik Iwan I. Dybicz (Johann Diebitsch). Nagromadzenie sił na tym brzegu Łyny świadczy, iż ataku spodziewano się właśnie tutaj.
Na lewym brzegu Łyny rozlokowane były cztery dywizje, pod ogólnym zwierzchnictwem gen. Nikołaja M. Kamienskiego. Zaczynając od prawego skrzydła były to:
- 5. dywizja gen. lejtn. Nikołaja A. Tuczkowa I,
- 4. pod dowództwem gen. lejtn. ks. Władimira A. Golicyna,
- 6. dowodzona przez gen. mjr Wasilija S. Rachmanowa,
- 8., którą dowodził gen. Grigorij G. Engelhardt.

Lewe skrzydło 8. dywizji opierało się o rzekę. Znajdował się tam szaniec i 60 armat, miejsce to obsadzili jegrzy. Bliżej miasta, za lewym skrzydłem i centrum usytuowana była rezerwa w trzech kolumnach, każda po cztery bataliony. Reduta 1. ubezpieczała most, na lewo od niej rozlokowano kilka batalionów. Wewnątrz i obok reduty 2. umieszczono 16 dział (2. bateria), za redutą ulokowano batalion „Towarzyszy”. W trzeciej reducie rozlokowana była 6-funtowa 3. bateria (14 dział). Na prawo od reduty piechota Kamińskiego ustawiła 9. baterię. Za linią redut znajdowały się dwie linie rosyjskiej piechoty. 1. i 3. batalion ustawione były w szyku rozwiniętym, a znajdujące się za nimi 2. bataliony ugrupowane były w kolumny. Na przedpolu znajdowała się rosyjska lekka piechota. Dowództwo w centrum objął gen. Andriej I. Gorczakow, a prawego skrzydła piechoty gen. Piotr K. Essen. Kawalerią na tym skrzydle dowodził gen. lejtn. Dmitr S. Dochturow. Kawaleria była rozlokowana na tym brzegu, gdyż był on dogodniejszy do działań. W centrum dowodził konnicą i dywizją kawalerii obwodu rosyjskiego ks. Dmitrij W. Golicyn, a na prawym skrzydle ks. Fiodor P. Uwarow. Za prawym skrzydłem umieszczono 5 szwadronów „Towarzyszy”, a za lewym skrzydłem kawalerii umieszczono dragonów i baterie konną. W rezerwie za centrum rosyjskiej piechoty stały dwa szwadrony „czarnych huzarów” i drugi batalion „Towarzyszy”. Naprzeciwko wsi Koniewo, wysunięte najdalej w prawo pozycji rosyjskich, stacjonowało zgrupowanie kozackie atamana Matwieja I. Płatowa. Wzmocnił on również Wielochowo i brzeg jeziora. Przed rosyjskimi pozycjami na lewym brzegu została wysunięta awangarda Borozdina. Rosjanie ustawili się na przedpolach Bobrownika oraz w szańcach między tą miejscowością a lasem Lauda i oczekiwali przeciwnika.

## Składy armii

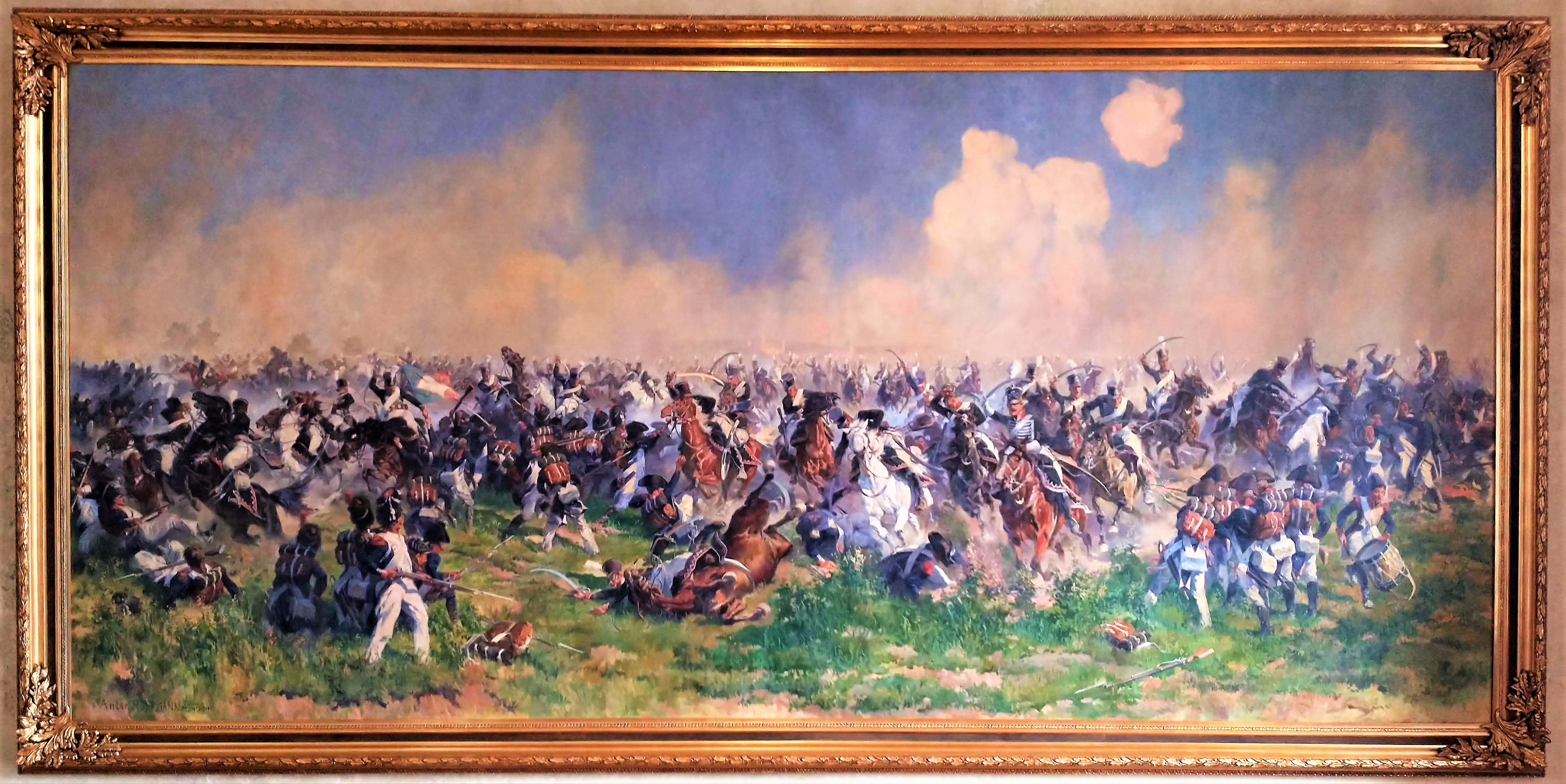
Anton Hoffmann, „Bitwa pod Lidzbarkiem Warmińskim”

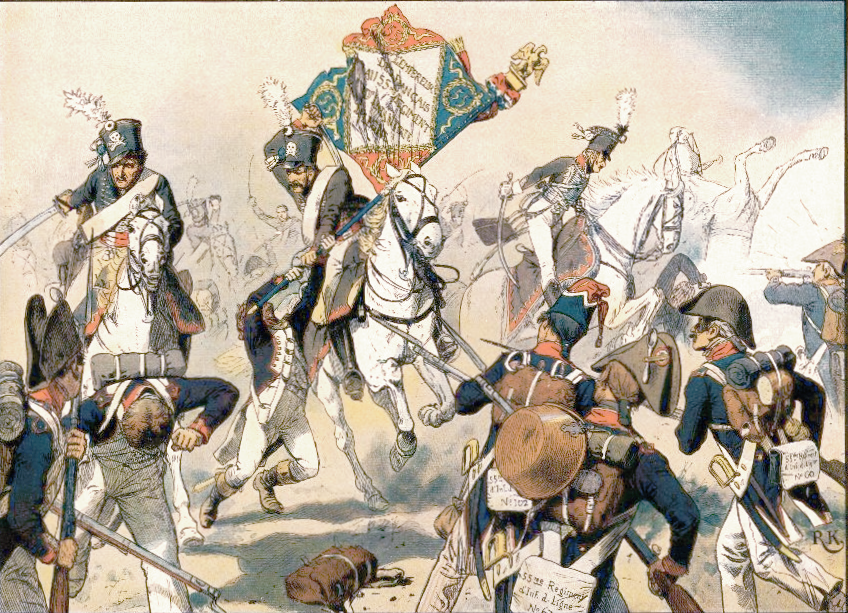
„Honorowy dzień czarnych Husarów – Heilsberg w Prusach Wschodnich”

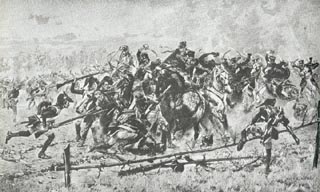
W. Kossak – „Zdobycie sztandaru w bitwie pod Heilsbergiem”

### Wojsko francuskie
- Głównodowodzący – Napoleon Bonaparte
- Szef sztabu głównego – marszałek Louis-Alexandre Berthier Książę Neuchatel
- Dowódca kawalerii – marszałek Joachim Murat

#### Gwardia Cesarska (część) –generał Anne Jean Marie René Savary
- Brygada – generał dywizji Roussel
  - Pułk Grenadierów Gwardii (2 bataliony) – major pułkownik Jean Parfait Friederichs
  - Pułk Strzelców Pieszych Gwardii (2 bataliony) – major pułkownik Jospeh Boyer de Rebeval
- Brygada
  - Pułk Strzelców Konnych Gwardii (4–6 szwadronów)
- Artyleria – płk Grenier
  - bateria konna
  - bateria konna

#### IV Korpus Armii – marszałek CesarstwaJean de Dieu Soult
Skład korpusu z bitwy w artykule IV Korpus Wielkiej Armii

#### Korpus Rezerwowy – marszałek CesarstwaJean Lannes, książę Montebello
- Korpus artylerii: brak
- Korpus Saperów: brak
- Korpus Kawalerii: Brygada Kawalerii Lekkiej (saska) – generał brygady von Bessier
  - 3 Saski szwadron kirasjerów
  - 2 Saski szwadron lekkokonny

Pierwsza Dywizja Piechoty – generał dywizji Nicolas Charles Oudinot (11.400 ludzi)
- Brygada – generał brygady Francois-Amable Ruffin (3.398 ludzi)
  - 1 Pułk Rezerwowy (2 bataliony)
  - 2 Pułk Rezerwowy (2 bataliony)
- Brygada – generał brygady Conroux (3.031 ludzi)
  - 3 Pułk Rezerwowy (2 bataliony)
  - 4 Pułk Rezerwowy (2 bataliony)
- Brygada – generał brygady Louis-Jacques Baron de Coehorn (3.350 ludzi)
  - 5 Pułk Rezerwowy (2 bataliony)
  - 6 Pułk Rezerwowy (2 bataliony)
- Brygada – generał brygady Albert (1.665 ludzi)
  - 7 Pułk Rezerwowy (2 bataliony)
  - 8 Pułk Rezerwowy (2 bataliony)
- Dywizja Kawalerii
  - 9 Pułk Huzarów (659 jeźdźców)
- Dywizjon Artylerii
  - bateria piesza [8 dział lub 3]
  - bateria piesza (8 dział) lub konna bateria [6 dział]
- Saperzy
  - Kompania saperska

Druga Dywizja Piechoty – generał brygady Jean-Antoine Verdier (6.239 ludzi)
- Brygada – generał brygady Jean-Isodore Harispe
  - 3 Pułk Piechoty Liniowej (2 bataliony) – płk Laurent Schobert
  - 72 Pułk Piechoty Liniowej (2 bataliony) – płk Florentin Ficatier
- Brygada – generał brygady Dominique-Honore-Antoine-Marie Vedel
  - 2 Pułk Piechoty Lekkiej [1 batalion] – płk Michel-Sylvestre Brayer
  - 12 Pułk Piechoty Lekkiej (2 bataliony) – płk Jean-Baptiste Jeannin
- Dywizyjna artylerii
  - bateria piesza (8 dział)
  - bateria piesza (8 dział)

Trzecia Dywizja Piechoty – generał dywizji von Polentz (Saksonia)
- Brygada
  - 2 Saski batalion grenadierów
- Brygada
  - 4 Saski batalion fizylierów
- Dywizyjna artylerii
  - bateria piesza (8 dział)
  - bateria piesza (8 dział)

#### Kawaleria Rezerwy – Marszałek CesarstwaJoachim Murat
- Korpus artylerii: brak
- Korpus Saperów: brak

Dywizja Kawalerii – generał dywizji Antoine-Louis-Charles Lasalle (2.700 ludzi)
- Brygada – generał brygady Claude Pierre Pajol
  - 5 Pułk Huzarów (3 szwadrony) – płk Pierre-Cesar Dery
  - 7 Pułk Huzarów (3 szwadrony) – płk Pierre-David Colbert
  - 3 Pułk Szaserów (3 szwadrony) – płk Charpentier
- Brygada – generał brygady Antoine-Jean-Auguste-Henri Durousnel
  - 7 Pułk Strzelców Konnych (3 szwadrony) – płk Hippolyte-Marie-Guillaume Pire
  - 20 Pułk Strzelców Konnych (3 szwadrony) – płk Bernarnd Pierre Castex
  - 22 Pułk Strzelców Konnych (3 szwadrony) – płk Etienne-Tardif de Pommeroux Bordesoulle
- Brygada – generał brygady Wattier (lub Wathier)
  - 11 Pułk Strzelców Konnych (3 szwadrony) – płk Charles-Claude Jacquinot
  - 2 Bawarski Pułk (160 ludzi w 3 szwadronach)
  - Wirtemberski Pułk (388 ludzi w 3 szwadronach)
- Dywizjon artylerii – brak

Pierwsza Dywizja Dragonów – generał dywizji Marie-Victor-Nicolas de Fay Latour-Maubourg (2.900 ludzi)
- Brygada – generał brygady Pereymond
  - 1 Pułk Dragonów (3 szwadrony) – płk Paul-Ferdinand-Stanislas Dermoncourt
  - 2 Pułk Dragonów (3 szwadrony) – płk Pierre Ismert (lub Sylvain Prive?)
- Brygada – generał brygady Armand-Joseph-Henri Digeon
  - 4 Pułk Dragonów (3 szwadrony) – płk Auguste-Etienne-Marie Lamotte
  - 14 Pułk Dragonów (3 szwadrony) – płk Joseph Bouvier des Eclaz
- Brygada – generał brygady Stanislas-Marie-Joseph-Ignace d’Oullenbourg
  - 20 Pułk Dragonów (3 szwadrony) – płk Jean-Baptiste-Juvenal Corbineau
  - 26 Pułk Dragonów (3 szwadrony) – płk Vital-Joachim Chamorin (lub Pierre Delorme?)
- Dywizjon artylerii
  - bateria konna (6 dział)

Trzecia Dywizja Dragonów – generał dywizji Edouard-Jean-Baptiste Milhaud (2 000 ludzi)
- Brygada – generał brygady Pierre-Honore-Anne Maupetit
  - 5 Pułk Dragonów (3 szwadrony) – płk Jacques-Nicolas Lacour
  - 8 Pułk Dragonów (3 szwadrony) – płk Alexandre-Louis-Robert Girardin d’Ermenonville
- Brygada – generał brygady Cesaire-Alexandre Debelle
  - 9 Pułk Dragonów (3 szwadrony) – płk Mathieu Queunot
  - 12 Pułk Dragonów (3 szwadrony) – płk François Girault de Martigny
- Brygada – generał brygady Barthélemy
  - 16 Pułk Dragonów (3 szwadrony) – płk Sebastien Vial
  - 21 Pułk Dragonów (3 szwadrony) – płk Jean-Baptiste-Charles-Rene-Joseph Mas de Polart
- Dywizjon artylerii
  - bateria konna (6 dział)

Trzecia Dywizja Ciężkiej Jazdy – generał dywizji Jean-Louis-Brigitte Espagne (1,800 ludzi)
- Brygada – generał brygady Nicolas Reynaud
  - 4 Pułk Kirasjerów (4 szwadrony) – płk Fulgent Herbaut
  - 6 Pułk Kirasjerów (4 szwadrony) – płk Archange-Louis Rioult d’Avenay
- Brygada – generał brygady Albert-Louis-Emmanuel Fouler
  - 7 Pułk Kirasjerów (4 szwadrony) – płk Francois-Joseph Offenstein
  - 8 Pułk Kirasjerów (4 szwadrony) – płk Jean-Baptiste-Gabriel Merlin
- Dywizjona artylerii
  - bateria konna (6 dział)

Druga Dywizja Ciężkiej Jazdy – generał dywizji Clément Saint Sulpice (1,800 ludzi) – udział w bitwie wątpliwy
- Brygada
  - 1 Pułk Kirasjerów (4 szwadrony) – płk Guiton
  - 5 Pułk Kirasjerów (4 szwadrony) – płk Quinette
- Brygada
  - 10 Pułk Kirasjerów (4 szwadrony) – płk Lhéritier
  - 11 Pułk Kirasjerów (4 szwadrony) – płk Brancas
- Dywizjon artylerii
  - bateria konna (6 dział)

Notka dla Drugiej Dywizji Ciężkiej Jazdy – generał dywizji Clément Saint Sulpice:
„Journaux de marche” (Historyczne Archiwa) wspomina, iż ten oddział brał udział w walkach o Lidzbark, jednak artykuł „French Cuirassier Pułks and the Colonels who Led Them: 1792 to 1815” Tonego Broughtona podaje walki w których uczestniczyły dane dywizje:
1–1807: Hoff i Eylau
5–1807: Hoff, Eylau, Wittenberg, i Koenisberg
10–1807: Eylau i Hoff
11–1807: Eylau i Friedland
Jak widać, żadna nie brała udziału w bitwie pod Lidzbarkiem.

### Wojsko rosyjskie
- Głównodowodzący: generał kawalerii Levin August von Bennigsen
- Szef sztabu: generał major Steinheil
- Rezerwa: wielki książę Konstanty
- Awangarda: generał lejtnant Piotr Iwanowicz Bagration
- Piechota pierwszej linii: generał lejtnant Gorczakow
- Główna piechota: generał lejtnant Dochturow
- Lewe skrzydło jazdy: generał lejtnant Golicyn
- Prawe skrzydło jazdy: generał lejtnant Uwarow
- Kozacy: ataman Platow

Dywizja Kozaków (część) – ataman Matwiej Płatow
- Brygada – 3 pułki kozackie
- Brygada – 2 lub 3 pułki kozackie

#### Awangarda – generał lejtnantPiotr Iwanowicz Bagration
Dywizja – generał major Nikołaj Nikołajewicz Rajewski
- Brygada strzelców – płk Ogarev
  - 20 Pułk Strzelców (2 bataliony) – Karl Iwanowicz Bistrom
  - 23 Pułk Strzelców (2 bataliony) – ppłk Martyn Leo
  - 24 Pułk Strzelców (2 bataliony) – ppłk Igor Iwanowicz Wlastow
- Brygada strzelców – płk Fritzsch
  - 25 Pułk Strzelców (2 bataliony) – ppłk Markow
  - 26 Pułk Strzelców (2 bataliony) – płk?

Dywizja – generał major Karl Fedorowicz Baggovout
- Brygada strzelców

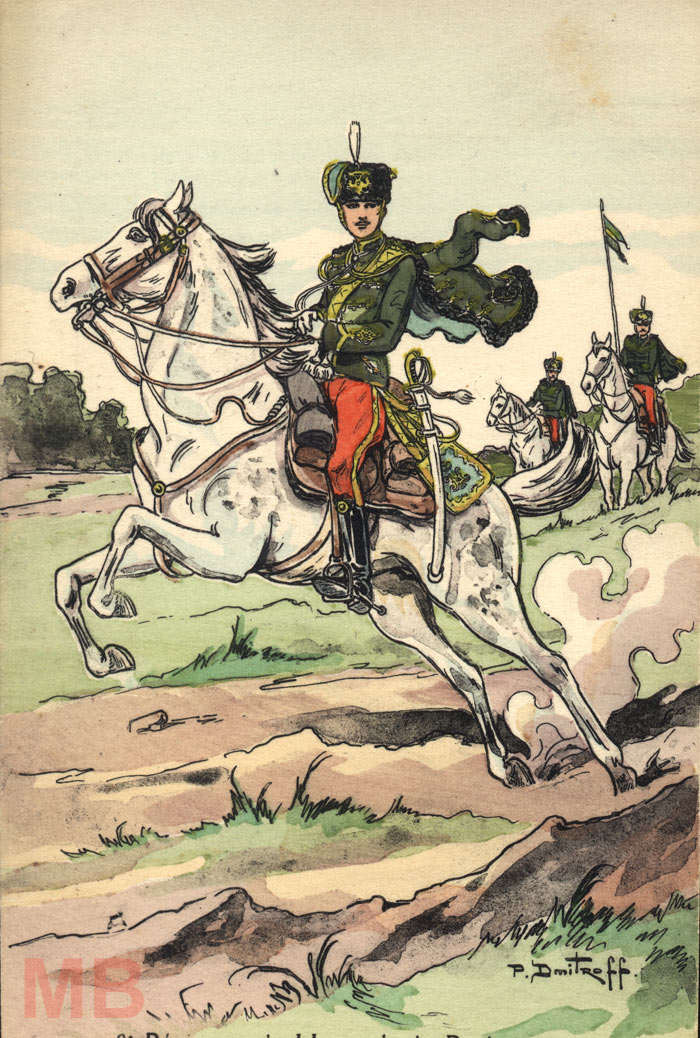
Żołnierz pawłogradzkich huzarów

  - 3 Pułk Strzelców – płk Iwan Wasiljewicz Sabanejew
  - 4 Pułk Strzelców – płk Grigorij Nikołajewicz Frolow
  - 5 Pułk Strzelców – ppłk Fiodor Iwanowicz Pantenius
- Brygada kawalerii – płk Dmitrij Dmitrijewicz Szepelew
  - Grodzieńscy huzarzy – płk Stepan Matwiejewicz Bibikow
  - Pawłogradzcy huzarzy – płk baron Aleksander Władimirowicz Rozen III
- Dywizjon artylerii
  - końska bateria (12 dział)

Szósta Dywizja (część) – generał major Lwow
- Brygada – płk Nikołaj Iwanowicz Werderowski
  - 2 Pułk Strzelców – płk Karl Isakowicz Loeble
  - Prioziorscy Muszkieterzy (3 bataliony) – płk Nikołaj Fiodorowicz Ladyżeński
- Brygada – generał major Wasilij Siergiejewicz Rahmanow
  - Nisowscy Muskieterzy (3 bataliony) – ppłk Makroniki
  - Rewelscy Muskieterzy (3 bataliony) – mjr Egor Richter
- Osobna: Brygada Kawalerii
  - Tatarzy [10 szwadrony] – ppłk Karl Bogdanovich von Knorring
  - Dragonii Kijowscy (5 szwadronów) – płk Otto Rebinder (lub płk Egor Emmanuel)
- Dywizjon artylerii
  - lekka bateria kozacka

#### Piechota Pierwszej Linii – generał major Andriej Iwanowicz Gorczakow
Szósta Dywizja (część) – generał lejtnant Karl Fiodorowicz Knorring-II
- Brygada – generał major Fedosej Bykow?
  - Pernauwscy Muskieterzy (3 bataliony) – płk Kern (or mjr Kern-I)
  - Wołyńscy Muskieterzy (3 bataliony) – ppłk Pawieł Siergiejewicz Loszkarew
  - Beloserscy Muskieterzy (3 bataliony) – płk Nikita Maksimowicz Tarasow
- Osobna: Brygada – płk Nikołaj Iwanowicz Werderowski
  - 2 Pułk Strzelców – płk Karl Isakowicz Loeble
  - Prioziorscy Muskieterzy (3 bataliony) – płk Nikołaj Fiodorowicz Ladyżenski
- Brygada – generał major Wasyl Siergiejewicz Rahmanow
  - Nisowscy Muskieterzy (3 bataliony) – ppłk Makroniki
  - Rewelscy Muskieterzy (3 bataliony) – mjr Egor Rihter?
- Osobna: Brygada Kawalerii – generał major?
  - Tatarzy (10 szwadronów) – ppłk Karl Bogdanowicz von Knorring
  - Kijowscy Dragoni (5 szwadronów) – płk Otto Rebinder (lub płk Egor Emmanuel)
    - Pół Kozackiej Baterii
- Dywizjon artylerii
  - ciężka bateria (12 dział)
  - lekka bateria (12 dział)
  - lekka bateria (12 dział)

8 Dywizja – generał lejtnant Essen-III
- Brygada – generał major Grigorij Grigorjewicz Engelhardt
  - Schlusserburscy Muszkieterzy (3 bataliony) – mjr Aleksiej Pawłowicz Ptrowski
  - Podolscy Muszkieterzy (3 bataliony) – ppłk Neczajew-II
  - Staroingermanlandzcy Muszkieterzy (3 bataliony) – płk Karl Karlowicz Ulanius
- Osobno: Brygada Dragonów – generał major Fiodor Iwanowich Meller-Zakomelski-II
  - S. Petersburg Dragoni (5 szwadronów) – płk Fiodor Fedorowicz Baron Rosen-IV
  - Ingermanlandzcy Dragoni (5 szwadronów) – płk Lew Iwanowicz Potapow-II
  - Kargopolscy Dragoni (5 szwadronów) – ppłk Karl Astafiejewicz Falk
    - bateria konna (12 dział)
- Dywizjon artylerii
  - ciężka bateria (12 dział)
  - ciężka bateria (12 dział)
  - ciężka bateria (12 dział)
  - ciężka bateria (12 dział)

Dywizja Rezerwy – generał major Nikołaj M. Kamenski-II (lub generał lejtnant Sergiej M. Kamenski-I)
- Brygada – generał major Warneck
  - Permscy Muszkieterzy (3 bataliony) – ppłk Miedosytow
  - Kałużscy Muszkieterzy (3 bataliony) – płk Apostolejew
  - Siewscy Muszkieterzy (3 bataliony) – płk Wasilij Michajłowicz Mordwinow
- Brygada – generał major Nikołaj Michajłowicz Arseniew-II
  - 21 Pułk Strzelców – płk Kulikowski (lub ppłk Laszkewicz)
  - Mohylewscy Muszkieterzy (3 bataliony) – płk Płaton Timofejewicz Kozłowski-II
  - Naważyńscy Muszkieterzy (3 bataliony) – płk Dmitrij Wasiljewicz Lalin
  - Archanielgorodzcy Muszkieterzy (3 bataliony) – płk Michaił Iwanowicz Bierlisiejew
- Dywizjon artylerii
  - bateria konna (12 dział)

#### Prawe skrzydło Kawalerii – generał lejtnant Fiodor P. Uwarow
- Brygada Kawalerii – generał major Anastasij Jurkowski
  - Soumy Huzarzy (10 szwadronów) – płk Aleksiej Aleksandrowicz Uszakow
  - Elisawetgradcy Huzarzy (10 szwadronów) – płk Grigorij Iwanowicz Lisanewicz
  - Litewscy Jeźdźcy (10 szwadronów) – ppłk Niebolskin?
- Brygada Dragonów – generał major książę Michaił Piotrowicz Dołgoruki III
  - Kazańscy Dragoni (5 szwadronów) – płk Ermołaj Osipowicz Frangstein
  - Ryscy Dragoni (5 szwadronów) – generał major Aleksander Andriejewicz Rostowskij
  - Kurlandcy Dragoni (5 szwadronów) – ppłk Matwiej Wasiljewicz Argamakow III
    - końska bateria (12 dział)
- Brygada Dragonów [7 Dywizji] – generał major Ilja Iwanowicz Aleksiejew
  - Liwońscy Dragoni (5 szwadronów) – ppłk Wasilij Dmitrijewicz Rykow
  - Fińscy Dragoni (5 szwadronów) – płk Ewstafij Willimowicz Nauendorff
  - Mitawscy Dragoni (5 szwadronów) – ppłk Rodion Fiodorowicz von Herngross
    - końska bateria (12 dział)
- Brygada Dragonów [8 Dywizji] – generał major Fiodor Iwanowicz Meller-Zakomelski II
  - St. Petersburg Dragoni (5 szwadronów) – płk Fiodor Fedorowicz Baron Rosen IV
  - Ingermanlandzcy Dragoni (5 szwadronów) – płk Lew Iwanowicz Potapow II
  - Kargopolscy Dragoni (5 szwadronów) – ppłk Karl Astafiejewicz Falk
    - końska bateria (12 dział)

#### Kawaleria Lewego Skrzydła – generał lejtnant książę Dymitrij Golicyn V
- Brygada Kawalerii – generał major Karl Osipowicz de Lambert
  - Polska Jazda (10 szwadronów) – płk Siergiej Nikołajewicz Lanskoj
  - Aleksandryjski Pułk Huzarów (10 szwadronów) – generał major Anastasij Antonowicz Jurkowski (lub płk Wasylij Akimowicz Rusanow)
- Brygada Kawalerii – generał major Iwan Siemionowicz Dorohow
  - Olwiopolscy Huzarzy (10 szwadronów) – płk książę Eliferij Wasyljewicz Drucki-Sokolnicki
  - Isoum Huzarzy (10 szwadronów) – płk Lew Iwanowicz Potapow-II (lub Andriej Andriejewicz Tołstoj)
- Brygada Dragonów – generał major Fedor Karlovich Korff
  - Moskiewscy Dragoni (5 szwadronów) – płk Iwan Aleksandrowicz Hruszczow
  - Pskowscy Dragoni (5 szwadronów) – płk Nikołaj Wasiljewicz Wasilczikow
    - końska bateria (12 dział)
- Brygada Kirasjerów – generał major Siergiej Aleksiejewicz Kozin
  - Kirasjerzy Jego Cesarskiej Mości (5 szwadronów) – płk Iwan Czirikow (lub mjr Piotr Slepczenkow)
  - Kirasjerzy Orderu Wojskowego (5 szwadronów) – płk Karl Iwanowicz Lindenbaum
  - Młodej Rosji (lub Ekaterinoslav) Kirasjerzy (5 szwadronów) – płk Stiepan Diatkow (lub płk Fiodor Roemer)
    - końska bateria (12 dział)

#### Pruska Kawaleria – generał major von Rembow
- Brygada – Baczko
  - 5 szwadronów Dragonów
  - 2 szwadrony Huzarów
- Brygada – von Ziethen
  - 10 szwadronów dragonów
- Brygada – ???
  - 10 szwadronów Towarzyszów
- Artyleria
  - końska bateria

#### Piechota – generał lejtnant Dochturow
3 Dywizja – generał kapitan Titow-II
- Brygada – generał major Brisemann von Netting
  - Czernihowscy Muskieterzy (3 bataliony) – płk Iwan Dawidowicz Panszulicew-I
  - Dnieprzańscy Muskieterzy (3 bataliony) – płk Iwan Iwanowicz Gurih-I
- Brygada – generał major?
  - Koporscy Muskieterzy (3 bataliony) – płk Karl Jurewicz Gnaade
  - Muromscy Muskieterzy (3 bataliony) – płk Karl Iwanowicz Baumgarten-I
- Brygada – generał major Nikołaj Aleksandrowicz Uszakow-II
  - Litewscy Muskieterzy (3 bataliony) – płk Iwan Maksimowicz Lebiadnikow
  - Taurydzcy Grenadierzy (3 bataliony) – generał major Karl Iwanowicz Danzass
- Dywizjon artylerii
  - ciężka bateria (12 dział)
  - lekka bateria (12 dział)
  - lekka bateria (12 dział)
  - lekka bateria (12 dział)

7 Dyzwizja – generał lejtnant Dmitrij Sergiejewicz Dochturow
- Brygada – generał major Andriej Wasiljewicz Zapolski
  - Moskiewscy Muskieterzy (3 bataliony) – płk Nikita Siemionowicz Sulima
  - Jekaterinburscy Muskieterzy (3 bataliony) – ppłk książę Iwan Siemionowicz Myszecki
- Brygada – generał major Piotr Piotrowicz Pasiek
  - Woroneżscy Muskieterzy (3 bataliony) – płk Stiepan Iwanowicz Półtoradzki
  - Włodzimierscy Muskieterzy (3 bataliony) – płk Timofiej Iwanowicz Zbijewski
- Osobno: Brygada Dragonów – generał major Ilja Iwanowicz Aleksiejew
  - Livland Dragoni (5 szwadronów) – ppłk Wasilij Dmitrijewicz Rykow
  - Fińscy Dragoni (5 szwadronów) – płk Evstafii Willimomicz Nauendorff
  - Mitawscy Dragoni (5 szwadronów) – płk Rodion Fiodorowicz von Herngross
    - końska bateria (12 dział)
- Dywizjon artylerii
  - ciężka bateria (12 dział)
  - lekka bateria (12 dział)
  - lekka bateria (12 dział)

14 Dywizja – generał major Zahar Dymitrijewicz Olsuwiew III
- Brygada – płk Gersdorff
  - Sofijscy Muskieterzy (3 bataliony) – płk Danił Wasyljewicz von Hull
  - Ugliżscy Muskieterzy (3 bataliony) – płk książę Iwan Afanasjewicz Urakow
- Brygada – generał major Iwan Stiepanowicz Aleksiejew
  - Riazańscy Muskieterzy (3 bataliony) – ppłk Aleksandr Iwanowicz Wentzel
- Brygada – generał major Andriej Andriejewicz Somow
  - Tulscy Muskieterzy (3 bataliony) – płk Jegor Antonowicz Maubaum
  - Wileńscy Muskieterzy (3 bataliony) – mjr Petrow
- Dywizjon artylerii
  - ciężka bateria (12 dział)
  - lekka bateria (12 dział)
  - lekka bateria (12 dział)

#### Rezerwa – Wielki carewicz Konstanty
1 Dywizja – Wielki carewicz Konstanty
- Piechota – generał kapitan Piotr Fiodorowicz Malutin
- Kawaleria – generał kapitan Andriej Siemionowicz Kołogriwow
- Awangarda – generał major Piotr Abramowicz Czernosubow
  - Kozacy – generał major Piotr Abramowicz Czernosubow
  - Strzelcy doborowi – płk Graf Emmanuel Francewicz de St. Priest I
- Brygada Piechoty – generał major Leontij Iwanowicz Dieprieradowicz I
  - Preobraszenscy Piechota Ratownicza (3 bataliony) – generał kapitan Graf Piotr Aleksandrowicz Tołstoj
  - Semenowscy Piechota Ratownicza (3 bataliony) – generał major Leontij Iwanowicz Dieprieradowicz I
- Przyłączony: Wielkie Łuki Muskieterzy (3 bataliony) – ppłk Iwan Hristoforowicz Gerike
- Brygada Piechoty – generał major Pawieł Jakowlewicz Baszucki
  - Ismaiłowska Piechota (3 bataliony) – generał kapitan Piotr Fiodorowicz Malutin
  - Strzelcy – płk Graf Emmanuel Francewicz de St. Priest I
  - Grenadierzy (3 bataliony) – generał major Wasilij Michajłowicz Łobanow
- Brygada Kawalerii – generał major Nikołaj Iwanowicz Dieprieradowicz
  - Jazda (5 szwadronów) – generał major Iwan Fiodorowicz Jankowicz
  - Kawalerzy Orderu (5 szwadronów) generał major Nikołaj Iwanowicz Dieprieradowicz
- Brygada Kawalerii – generał kapitan Andriej Siemionowicz Kołogriwow
  - Huzarzy (5 szwadronów) – generał kapitan Andriej Siemionowicz Kołogriwow
- Osobno: Kozacy [5 sotni] – generał major Piotr Abramowicz Czernosubow
- Przydział: Ułani Wielkiego carewicza Konstatyna (10 szwadronów) – generał major Igor Iwanowicz Meller-Zakomelski
- Dywizjon Artylerii
  - ciężka bateria (12 dział)
  - ciężka bateria (12 dział)
  - lekka bateria (12 dział)

2 Dywizja – generał major Aleksander Jakowlewicz Sukin II
- Brygada – płk? Liven-III?
  - Jeleccy Muskieterzy (3 bataliony) – płk Iwan Matwiejewicz Eriksson
  - St. Petersburg Grenadierzy (3 bataliony) – ppłk baron Fiodor Fiodorowicz Rosen IV
- Brygada – generał major Nikołaj Nikołajewicz Mazowski
  - Rostowscy Muskieterzy (3 bataliony) – płk Iwan Nikiticz Popow
  - Pawłowscy Grenadierzy (3 bataliony) – płk Aleksandr Piotrowicz Lohow
- Dywizjon Artylerii
  - ciężka bateria (12 dział)
  - lekka bateria (12 dział)
  - lekka bateria (12 dział)

## Mapy

Mapa bitwy
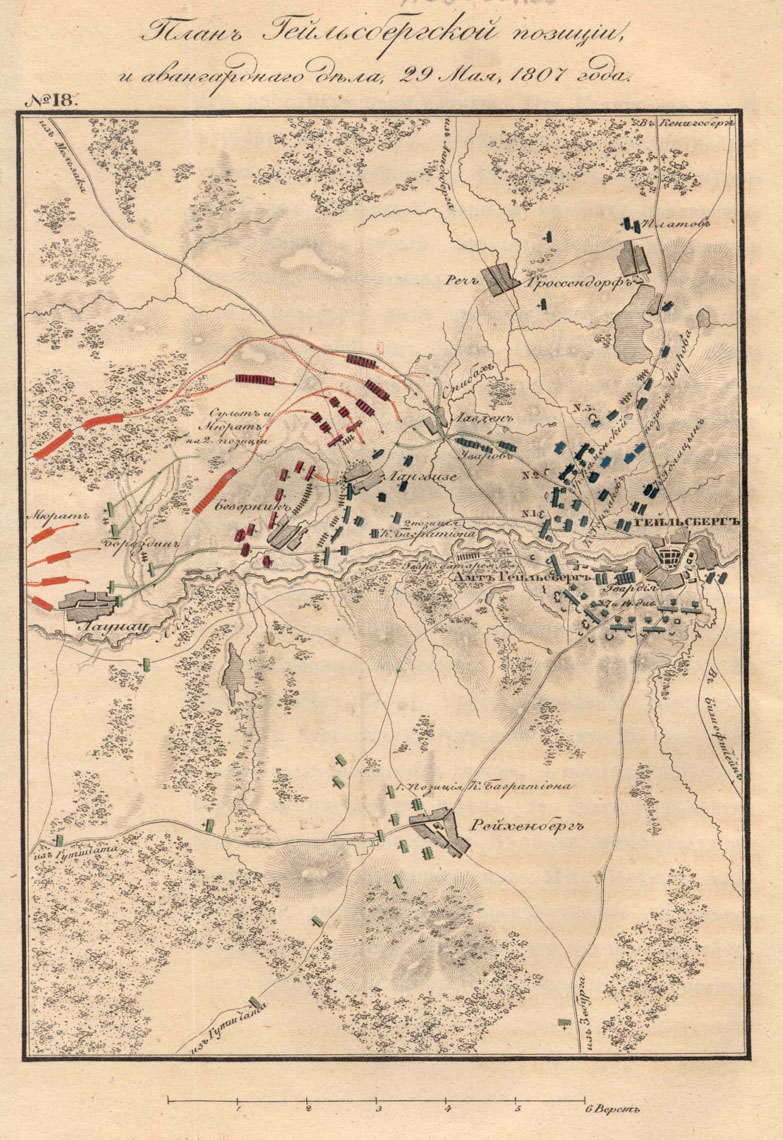
Mapa bitwy pod Lidzbarkiem faza I
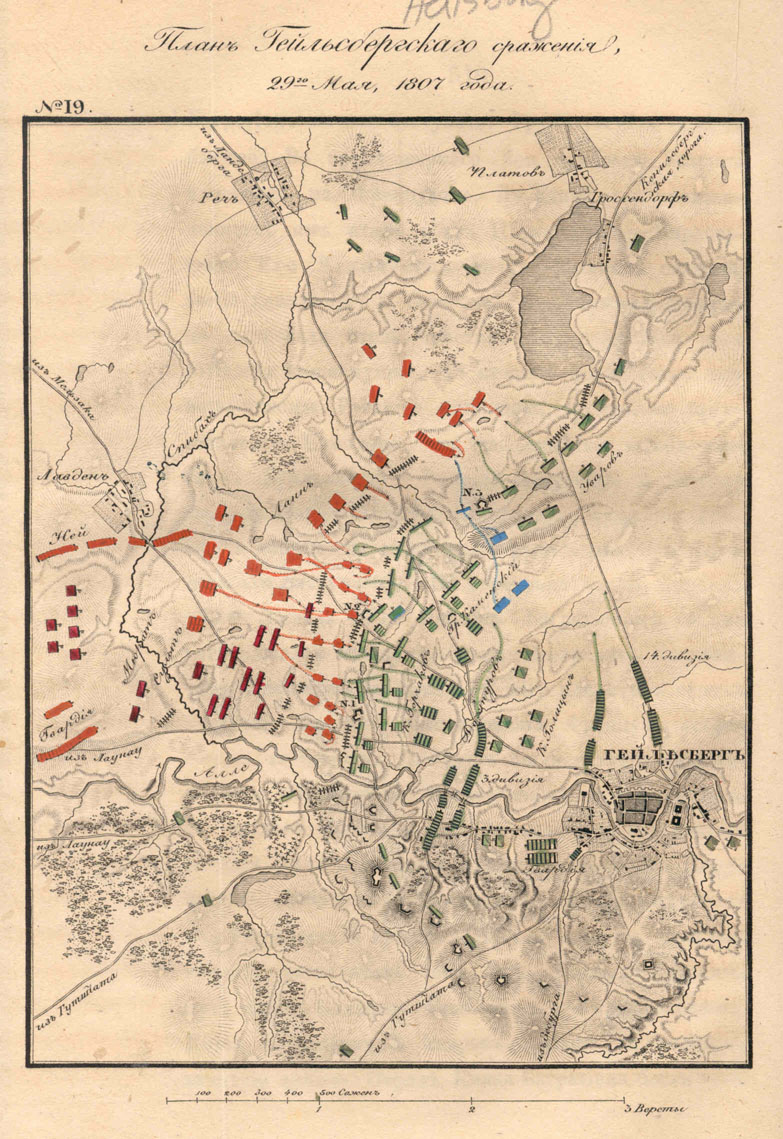
Mapa bitwy pod Lidzbarkiem faza II